# Uluru (Spiel)
Uluru (Untertitel „Tumult am Ayers Rock“) ist ein Logikspiel für 1 bis 5 Spieler von Lauge Luchau. Es erschien 2011 bei Kosmos. 2013 erschien zudem das Uluru Mitbringspiel. Bei SimplyFun erschien es als Pelican Cove.

## Inhalt
- 1 beidseitiger Spielplan
- 5 Uluru-Spieltafeln
- 80 Wunschkarten (8× Nr. 1, 16× Nr. 2, 24× Nr. 3, 24× Nr. 4, 8× Nr. 5)
- 40 Traumvögel, je 5× blau, gelb, grün, orange, rosa, rot, schwarz und weiß
- 40 Glassteine (Minuspunkte)
- 1 Sanduhr
- 1 Spielregel (4 Seiten)

## Beschreibung
Jeder Spieler erhält eine Uluru-Spieltafel und 8 verschiedenfarbige Traumvögel. Die Wunschkarten werden gemischt, wobei in den ersten Spielen die Karten mit den Nummern 4 und 5 aussortiert werden. Zu Beginn jeder Runde werden 8 Wunschkarten auf den Spielplan gelegt, sodass jedem Traumvogel eine Wunschkarte zugeordnet wird, die seine Wunschposition auf der Spieltafel angibt.
Die einfachen Wunschpositionen (Karten Nr. 1 bis 3) können sein:
- beliebig,
- auf einer langen oder kurzen Kante,
- in oder nicht in der besonders gekennzeichneten Bumerang-Gruppe,
- neben oder gegenüber einer bestimmten Farbe bzw. über Eck mit einer bestimmten Farbe.

Bei den schwierigeren Wünschen (Nr. 4 und 5) gibt es noch die Wünsche, dass man das will oder nicht das will, was ein anderer Vogel will, dass man weder neben noch gegenüber einer bestimmten Farbe sitzen will oder man mindestens 2 Plätze Abstand zu einem anderen Vogel haben will.
Nachdem alle Karten gelegt wurden, wird die Sanduhr gedreht und jeder Spieler versucht nun seine 8 Vögel, bevor die Sanduhr abgelaufen ist, auf seiner Spieltafel zu platzieren. Es kann dabei aber vorkommen, dass sich Wünsche gegenseitig ausschließen. Wenn z. B. rot neben blau, aber blau gegenüber von rot sitzen will, ist nur einer von beiden Wünschen erfüllbar. Dies betrifft aber alle Spieler, so dass keiner davon einen Nachteil hat. Nachdem die Zeit abgelaufen ist, wird überprüft, ob die Wünsche erfüllt wurden. Für nicht erfüllte Wünsche erhalten die Spieler einen Glasstein (Minuspunkt). Danach nimmt jeder Spieler seine Vögel zurück, die Karten werden durch neue ersetzt und eine neue Runde beginnt. Wenn alle Karten durchgespielt sind endet das Spiel und der Spieler mit den wenigsten Minuspunkten gewinnt.

## Varianten
Um die Schwierigkeit zu steigern, können die 1er- und 2er-Wunschkarten durch die 4er- und 5er-Wunschkarten ersetzt werden. Für Gruppen mit unterschiedlicher Spielstärke bietet es sich an, die zweite Seite des Spielplans zu nutzen. Dort können in einer Reihe 1er- bis 3er-Wunschkarten und in der 2. Reihe 3er- bis 5er-Wunschkarten ausgelegt werden. Die schwächeren Spieler müssen nun die Aufgabe mit den leichten, die erfahreneren Spieler die Reihe mit den schweren Wunschkarten erfüllen.
Für Experten gibt es zudem die Variante, dass bei zuvor vereinbarten Farben 2 Karten ausgelegt werden und die Spieler beide Wünsche dieser Vögel erfüllen müssen.
Im Solospiel sollte man sich eine persönliche Minuspunktliste erstellen und seine neuen Ergebnisse jeweils mit den vorherigen vergleichen.

## Auszeichnungen
- Empfehlungsliste für das Spiel des Jahres 2011
- Spiele Hits für Familien 2011